# Bruce Akers
Bruce Robert Akers (ur. 28 lutego 1953) – australijski zapaśnik walczący w stylu wolnym. Dwukrotny olimpijczyk. Zajął piętnaste miejsce w Montealu 1976 i dwudzieste w Monachium 1972. Walczył w wadze półśredniej.
Zajął czwarte miejsce na igrzyskach wspólnoty narodów w 1974 roku.

## Letnie Igrzyska Olimpijskie 1972
| Konkurencja      | Rundy eliminacyjne     | Rundy eliminacyjne     | Klas. końcowa |
| Konkurencja      | Przeciwnik I           | Przeciwnik II          | Miejsce       |
| ---------------- | ---------------------- | ---------------------- | ------------- |
| 74 kg styl wolny | Mukhtiar Singh (IND) P | Ludovic Ambruș (ROU) P | 20.           |

## Letnie Igrzyska Olimpijskie 1976
| Konkurencja      | Rundy eliminacyjne   | Rundy eliminacyjne   | Klas. końcowa |
| Konkurencja      | Przeciwnik I         | Przeciwnik II        | Miejsce       |
| ---------------- | -------------------- | -------------------- | ------------- |
| 74 kg styl wolny | Jan Karlsson (SWE) P | Brian Renken (CAN) P | 15.           |